# ريتشارد ك. شانون
ريتشارد ك. شانون (بالإنجليزية: Richard C. Shannon)‏ هو محامي ودبلوماسي وسياسي أمريكي، ولد في 12 فبراير 1839 في نيو لندن في الولايات المتحدة، وتوفي في 5 أكتوبر 1920 في بروكبورت في الولايات المتحدة. حزبياً، نشط في الحزب الجمهوري. وقد انتخب عضو مجلس النواب الأمريكي.